# Stambok (vänskapsalbum)
Stambok (latin och engelska album amicorum, tyska Stammbuch) är ett slags under 1600- och 1700-talen och ännu in på 1800-talet förekommande  vänskapsalbum, där vänner för hand skrev in hälsningar. En sentida parallell kan sägas vara de poesialbum om i Sverige var vanliga bland skolflickor långt in på 1900-talet. En omfattande samling av äldre stamböcker finns på Uppsala universitetsbibliotek.

## Begreppet
Ordet är ett lånord från tyskan. Det syftar på att man i en slags anteckningsbok samlade hälsningar från sin Stamm der Freunde, det vill säga sin vänkrets.

## Historik
Traditionen med stamböcker växte fram i Tyskland på 1500-talet, framför allt i kretsarna kring de lutherska reformatorerna, och spred sig därifrån framför allt till studenter och även till adeln över hela Tyskland. Man samlade ursprungligen på hälsningar från reformatorerna. Studenterna vidgade bruket och samlade på stambokshälsningar från sina lärare och kamrater och hade med sig stamböckerna när de företog bildningsresor till olika europeiska universitet. Stamboken blev ett slags spegelvänd gästbok där den besökande bad värdfolket skriva en hälsning i stället för tvärt om. Från 1600-talet blev stamböcker vanliga i Sverige.
Stamboken bestod oftast av en inbunden bok med från början blanka blad som successivt fylldes med text. De var ofta i liggande format, 10×15 cm. Med tiden blev de större till formatet. Det kunde också vara fråga om lösa blad som samlades och förvarades i eleganta kassetter. Man skrev in hälsningar till stambokens ägare; den kunde vara formulerad på latin, grekiska eller på modersmålet.

## Betydelse
Stamböcker har ett betydande historiskt värde och speglar en lång kulturell utveckling. Men vet när och var personer träffades. De ger prov på handstilar från olika tider. Ett särskilt intresse är hur hälsningen undertecknades. På så sätt kan man se vad en känd person för flera hundra år sedan faktiskt kallades och skrev sig i privata sammanhang, till skillnad från hur namnet annars skrivs i bevarade juridiska dokument och andra högtidliga och officiella sammanhang.